# Dishaster
Dishaster est un jeu vidéo d'action développé et édité par Zimag, sorti en 1983 sur Atari 2600.

## Système de jeu
Le but du jeu est d'empêcher des assiettes tournant au sommet de pics en bois de tomber.